# 劍心粵劇團
劍心粵劇團，成立於1994年5月26日，前身為香港粵劇演藝工作室，由粵劇演員梁森兒女士所創立，她更擔任行政藝術顧任及粵劇導師，教授粵曲班、粵劇劇本研唱班、粵劇班、兒童粵劇班(演科及唱科)、少年粵劇班(演科及唱科)。後來，在1996年9月30日改組並易名為劍心粵劇團。1999年4月28日正式成為劍心粵劇團有限公司，並由社會知名人士出任董事局。
劍心粵劇團在1998-2006年都獲得香港藝術發展局撥款資助，期間策劃及統籌工作有：「藝團駐校計劃1998/1999」、「校園粵藝育新苗：新編國文粵劇折子戲中小學粵劇推廣計劃1999/2000」、「校園粵藝育新苗2001至2005」、兒童及青少年粵劇訓練班2000至2005」。
自99年起，創作及演出多齣新編粵劇，包括：2000年《殺狗記》、2001年《風箏誤》、2002年《魚籃觀音》、《杜鵑山》。新編時裝粵劇《血色瑪莉》。新編兒童粵劇：2003年《救父記》、2004年《小小侯兒要回家》、 2005年《騎呢白蛇救許仙》、《太陽神話》。團演：《劍心粵藝展新姿2000至2003》、《劍戲縱橫意生輝2004至2005》。特約計劃：《小學戲曲教育推廣計劃 2002/2003》、2004年粵劇演藝大賽《粵藝雛聲競爭輝》、《中介資助計劃2002/2003》、《戲曲中介計劃2003/2004》。
除了演出外，也參與了康樂及文化事務署統籌的藝團駐場計劃如「兒童及青少年粵 劇培訓工作坊」、「粵劇多面體」、「穿梭虎度門」及「2004年社區文化大使：梨園粵藝小豆丁」。

## 外部連結
- 劍心粵劇團簡介（页面存档备份，存于）